# Raivis Blumfelds
Raivis Blumfelds (ur. 1982) – łotewski działacz młodzieżowy i polityk, w latach 2011–2012 poseł na Sejm XI kadencji. 

## Życiorys
W 2005 uzyskał stopień bakałarza z dziedziny informatyki w Ryskim Uniwersytecie Technicznym (RSU). Rozpoczął działalność w organizacji „Wszystko dla Łotwy!” – został szefem jej oddziału lipawskiego – oraz formacji paramilitarnej „Zemessardze”. Wszedł w skład władz stowarzyszenia Lipawski Pułk Optymistów (Liepājas Optimistu pulks, LOP), następnie został członkiem władz spółki „Puķulauks” oraz pracownikiem technicznym szkoły średniej w miejscowości Grobiņa.
W wyborach w 2006 bez powodzenia ubiegał się o posła na Sejm IX kadencji z listy „Wszystko dla Łotwy!”, zaś w wyborach w 2010 – posła X kadencji ze wspólnej listy VL!–TB/LNNK. W wyborach w 2011 ponownie nie uzyskał mandatu, jednak 3 listopada 2011 został posłem na Sejm w miejsce ministra sprawiedliwości Gaidisa Bērziņša. 5 lipca 2012 wygasły jego pełnomocnictwa w związku z ponownym objęciem mandatu przez Bērziņša.